# Igazság, Integráció és Egység Párt
Az Igazság, Integráció és Egység Párt (albánul Partia Drejtësi, Integrim dhe Unitet) jobboldali politikai párt Albániában.

## Választási eredmények
| év   | szavazatarány | mandátumszám | szavazatszám | státusz     |
| ---- | ------------- | ------------ | ------------ | ----------- |
| 2013 | 2,61          | 4            | 44 957       | ellenzék    |
| 2017 | 4,81          | 3            | 76 064       | kormánypárt |
| 2021 | 39,43         | 2            | 622 234      | ellenzék    |

+ - a párt jelöltjei az Albán Demokrata Párt listáján indultak